# 黑格鎮區 (密歇根州)
黑格鎮區（英語：Hagar Township）是位於美國密歇根州貝林縣的一個行政鎮區。

## 地方資料
黑格鎮區的面積為48.40平方千米，當中陸地面積為47.60平方千米，而水域面積為0.80平方千米。根據2020年美國人口普查的數據，當地共有人口3243人，而人口密度為每平方千米67人。